# 李让 (西凉)
李让（?—?），字士逊，陇西狄道（今甘肃临洮县）人。
李让是西凉武昭王第三子，李谭、李歆的弟弟、李愔、李恂、李翻、李豫、李宏、李眺、李亮的哥哥。索嗣想取代李暠的敦煌太守，李暠派遣张邈、宋繇以及李歆、李让，带兵攻击索嗣，索嗣大败而走，逃回张掖。。李让雅量凝重，善于谋略，历任宁朔将军，领西羌校尉、辅国将军、晋敦煌太守、新乡侯，赠骠骑大将军，谥号穆。

## 家族
陇西李氏世系图